# Ермоген (Волин-Данилов)
Архиепи́скоп Ермоге́н (в миру И́горь Вячесла́вович Волин-Дани́лов; 12 августа 1966, Одесса) — епископ неканонической РИПЦ-ММ. Заместитель Первоиерарха и Экзарх Всея Украины.

## Биография
Родился в 1966 году, окончил Одесскую музыкальную академию, после окончания академии в 1989 году был призван на срочную воинскую службу. Работал учителем средней школы с 1990 по 1992 годы.
В эти годы вошёл в состав РПЦЗ архиепископа Лазаря (Журбенко) (РИПЦ), где до 1993 года нёс послушание чтеца и регента хора Одесского храма Святого Праведного Иоанна Кронштадтского, являясь при этом рядовым прихожанином храма во имя Святителя Димитрия Ростовского в городе Одесса. В 2001 году окончил Одесский государственный университет.
В 2006 году возглавил Одесское Православное гражданское объединение «Спас», а также был назначен председателем общины прихода в честь Нерукотворного Образа Господа нашего Иисуса Христа (Белгород-Днестровский).

### Священническое служение
8 января 2007 года епископом Запорожским и Малороссийским Иоанном (Зиновьевым) Игорь был рукоположён в сан диакона.
18 марта 2007 года рукоположён в сан пресвитера в РосПЦ(А).
7 сентября 2007 года иерей Игорь (Волин-Данилов) был пострижен в иночество с наречением имени Тит.
9 сентября 2007 года викарием Малороссийско-Запорожской епархии, епископом Измаильским Парфением (Гринюком) был келейно пострижен в монашество с наречением имени Ермоге́н.
В 2007 году иеромонах Ермоген (Волин-Данилов) перешёл в юрисдикцию Апостольской православной церкви.

### Епископское служение
14 июня 2009 года иеромонах Ермоген был рукоположён в сан епископа Одесского и Новороссийского.
Хиротонию совершили: митрополит Виталий (Кужеватов) и архиепископ Сергий (Саркисов), предварительно согласовав по телефону и получив благословение Предстоятеля митрополита Рафаила (Прокопьева) ИПЦ(Р).
18 ноября 2011 года епископ Ермоген (Волин-Данилов) принял участие в учредительном Архиерейском соборе, провозгласившем создание новой юрисдикции — Истинная православная церковь.
В тот же день он был возведён в сан архиепископа и наделён титулом экзарха Киевского и Галицкого, архиепископа Одесского и Аккерманского.
6 февраля 2012 года архиепископ Ермоген и его епархия были приняты в состав (РИПЦ-ММ).
На Архиерейском Соборе 22-24 мая 2012 года архиепископ Ермоген был избран Заместителем Первоиерарха и Экзархом Всея Украины.